# Dučeli
Dučeli su naseljeno mjesto u općini Foča, Republika Srpska, BiH. Popisano je kao samostalno naselje na popisu 1961., a na kasnijim popisima ne pojavljuje se, jer je 1962. pripojeno Čelikovom Polju (Sl.list NRBiH, br.47/62).
Nalaze se na desnoj obali rijeke Drine.

## Stanovništvo
| Narod     | Popis 1961. |
| --------- | ----------- |
| Hrvati    |             |
| Muslimani | 73          |
| Srbi      | 2           |
| ostali    | 3           |
| Ukupno    | 78          |